# Уильямс, Хоуи
Хоуи Уильямс (англ. Howard Earl «Howie» Williams, 29 октября 1927, Нью-Росс, Индиана — 25 декабря 2004, Финикс) — американский баскетболист, участник летних Олимпийских игр 1952 года в Хельсинки, олимпийский чемпион.

## Биография
Уильямс играл в баскетбольной лиге Ассоциации любительского спорта в команде Peoria Caterpillars. Он участвовал в трёх чемпионатах Ассоциации (1951-1953 годы) и дважды, в 1951 и 1952 годах, входил в символическую сборную Ассоциации.